# Bulten 19

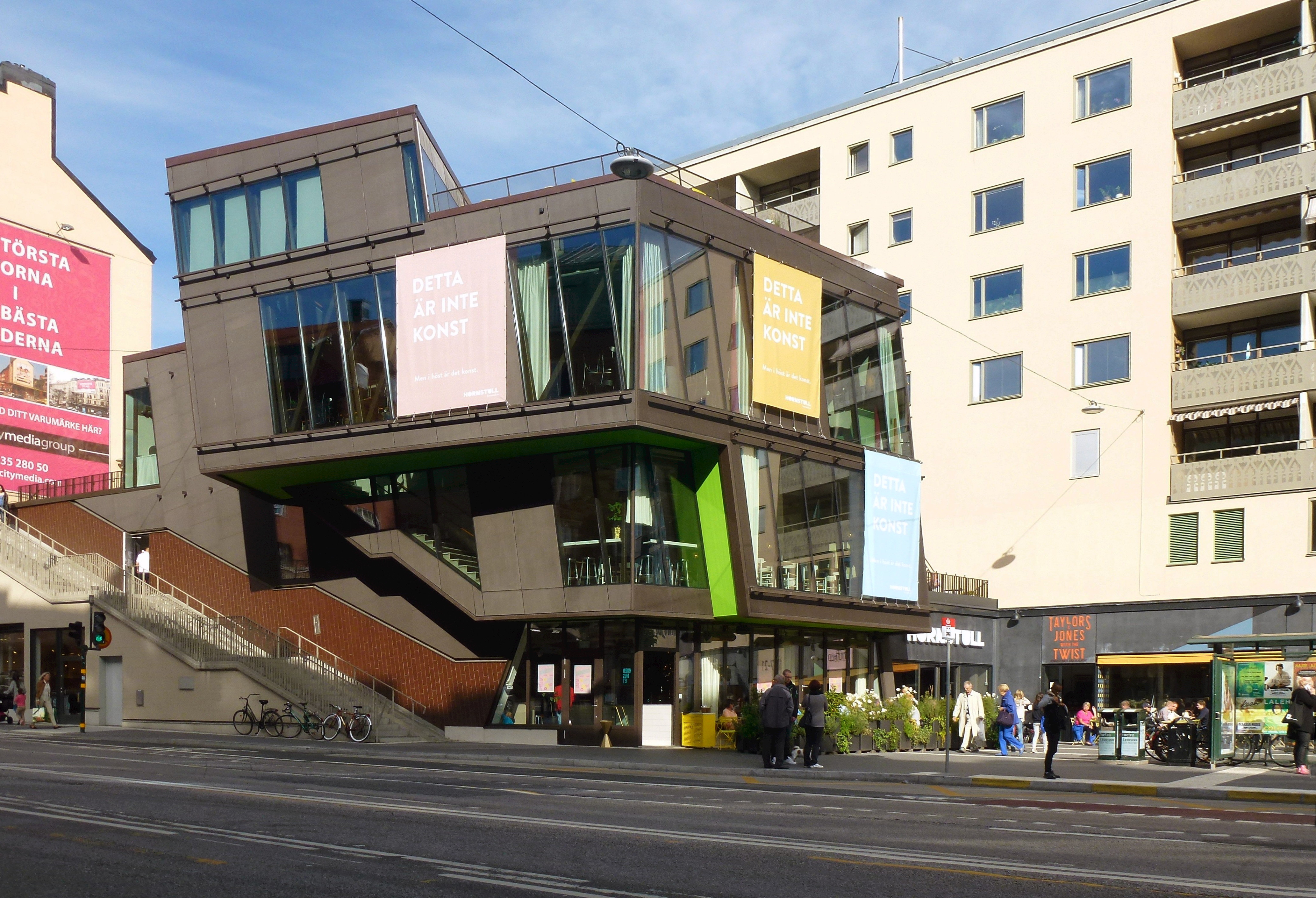
"Hornhuset" framför Bulten 19, september 2013.

Bulten 19 är en fastighet som ligger vid Hornstull på Södermalm i Stockholm. Bulten 19 omdanades sedan år 2011 och i april 2013 invigdes här en ny handelsplats med ett 40-tal affärer som kallas Hornstull. Bonnier Fastigheter, Stockholms stad och SL utvecklade tillsammans det nya stadsdelscentrumet. Wester + Elsner arkitekter ritade anläggningen. Här ligger Hornhuset, som har nominerats till Årets Stockholmsbyggnad 2014.

## Namnet och läget

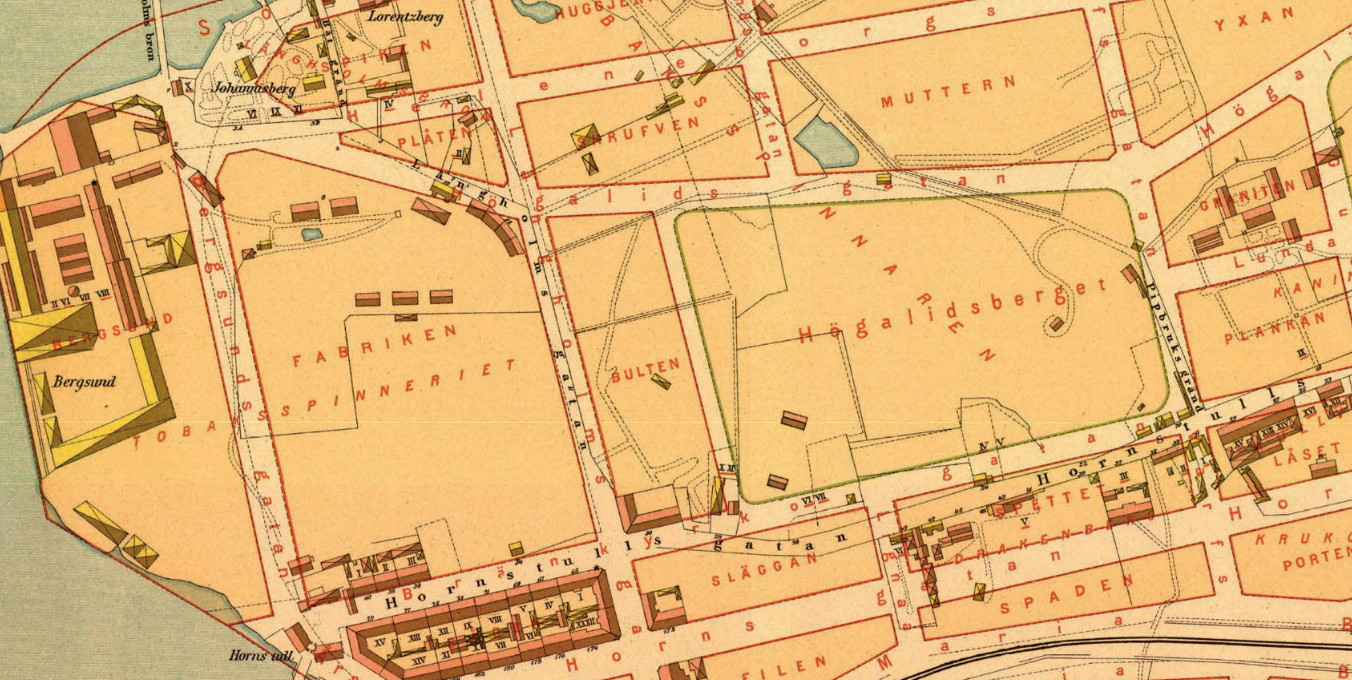
Lundgrens karta från 1895.

Kvartersnamnen Bulten, Bågen, Filen, Hyveln, Muttern, Skruven, Spiken, Tången, Yxan med flera är namn ur kategorin verktyg och skruvar. De tillkom under 1880-talet, då stadsplanen för Södermalms västra delar upprättades. 
På Alfred Rudolf Lundgrens Stockholmskarta från 1885 visas dessa kvarter för första gången. Samtliga ligger inom området kring Högalidskyrkan. Kvarteren bebyggdes huvudsakligen under 1900-talets första decennier. Kvarteret Bulten sträcker sig parallellt mellan Långholmsgatan och Borgargatan från Hornsbruksgatan i syd till Högalidsgatan i norr.

## Bebyggelse
Nuvarande bebyggelse i fastigheten Bulten 19 tillkom 1966 i samband med att Långholmsgatan breddades från 24 meter till 48 meter och de äldre husen revs. Meningen var att bredda hela Långholmsgatan ända upp till Högalidsgatan, men så blev det inte. Breddningen stannade i höjd med Högalidsspången. Byggnaden i Bulten 19 består av såväl butiker som kontor och bostäder. På hösten 2007 startade Stockholms stad ett planarbete för en utökning av handelsytor och kontor vid Hornstull, sedan JM sålt fastigheten till Bonnier Cityfastigheter AB.
Själva byggarbetena började i mars 2011 med en uppskattad kostnad av cirka 75 mkr. Genom att ta bort parkerings- och taxigatan längs Långholmsgatan och sista delen av Hornsbruksgatan ordnades utrymme för ”Mötesplats Hornstull”. Förutom den 11 000 kvm stora handelsplatsen har Stockholms stad skapat två nya torg och SL har uppgraderat sin tunnelbanestation enligt sitt koncept ”Mötesplats SL”. Tunnelbaneuppgången har direkt tillgång till butiksplanen.
Projektet innehåller många delar, bland annat den 11 000 kvm stora handelsplatsen, 7 000 kvm nya kontorsytor, nya bostadsentréer, upprustning av fasader och en omgestaltad bostadsgård. Mest iögonfallande är en ny asymmetrisk, fristående entrébyggnad i tre plan kallad Hornhuset, som innehåller två restauranger. I samband med ombyggnaden av tunnelbaneuppgångarna och tillkomsten av den större torgytan gjordes nya trafiklösningar och stomlinjebussarna flyttades.

## Bilder

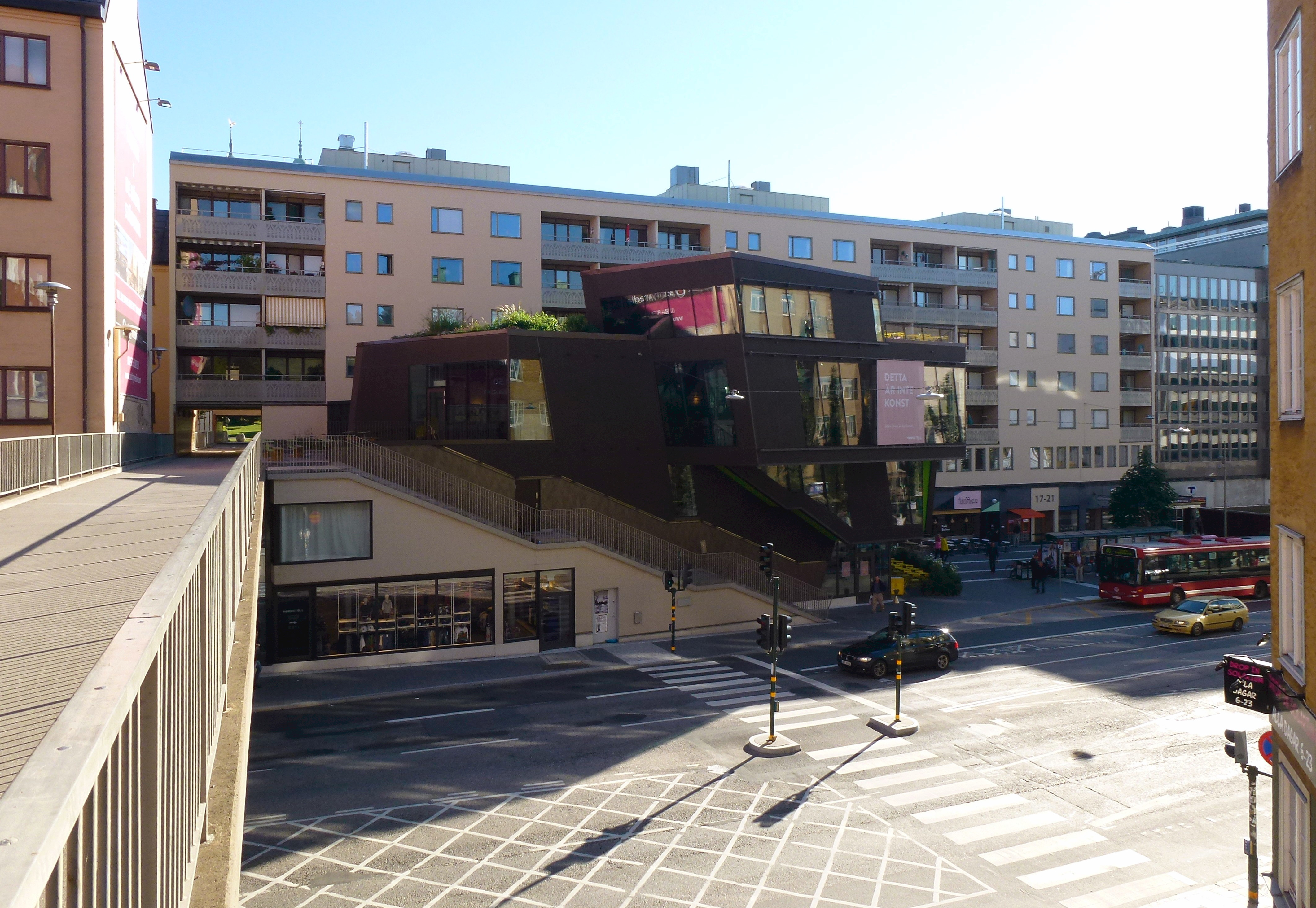
Fastigheten sedd från Högalidsspången
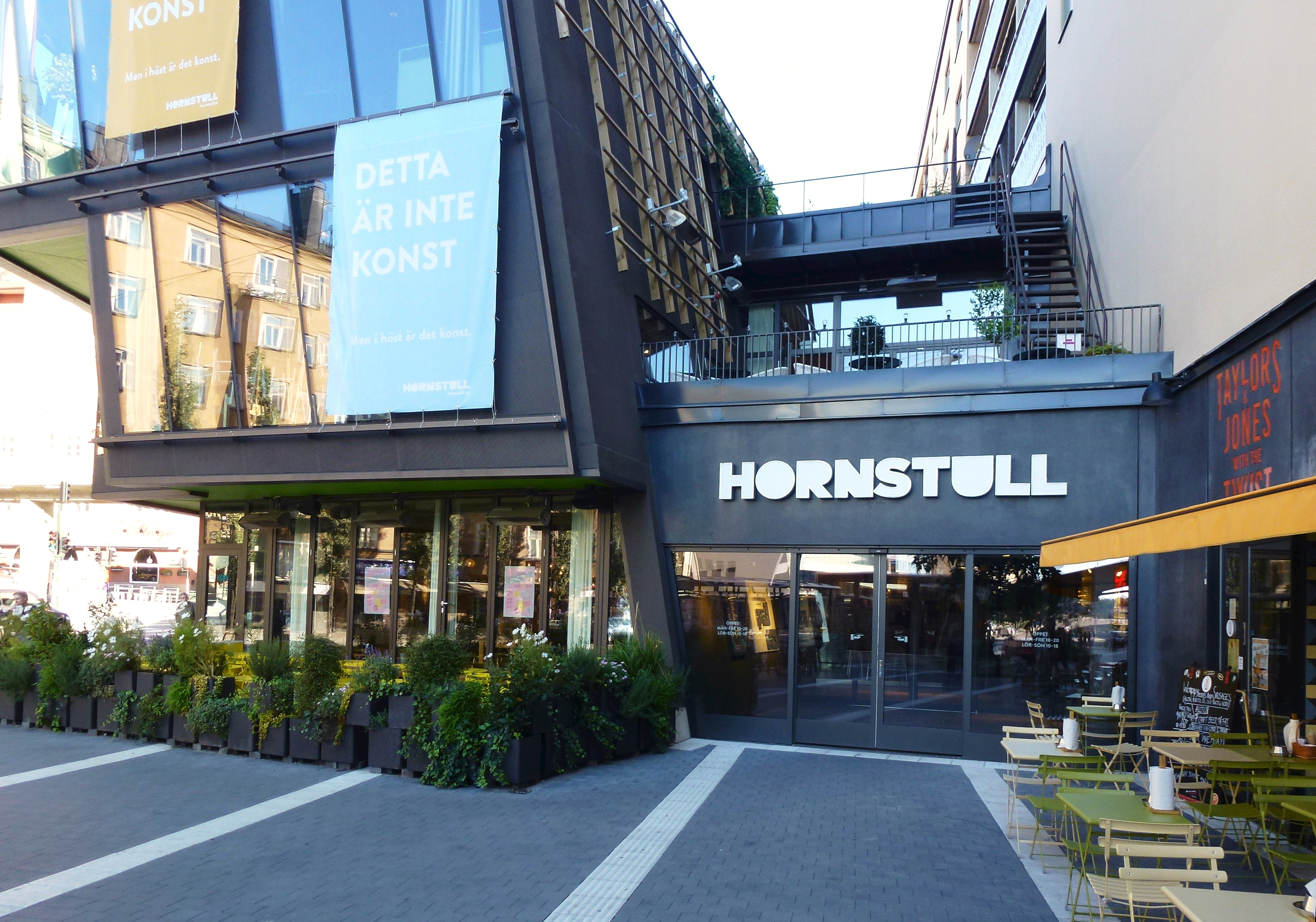
Entrén till handelsplatsen "Hornstull"
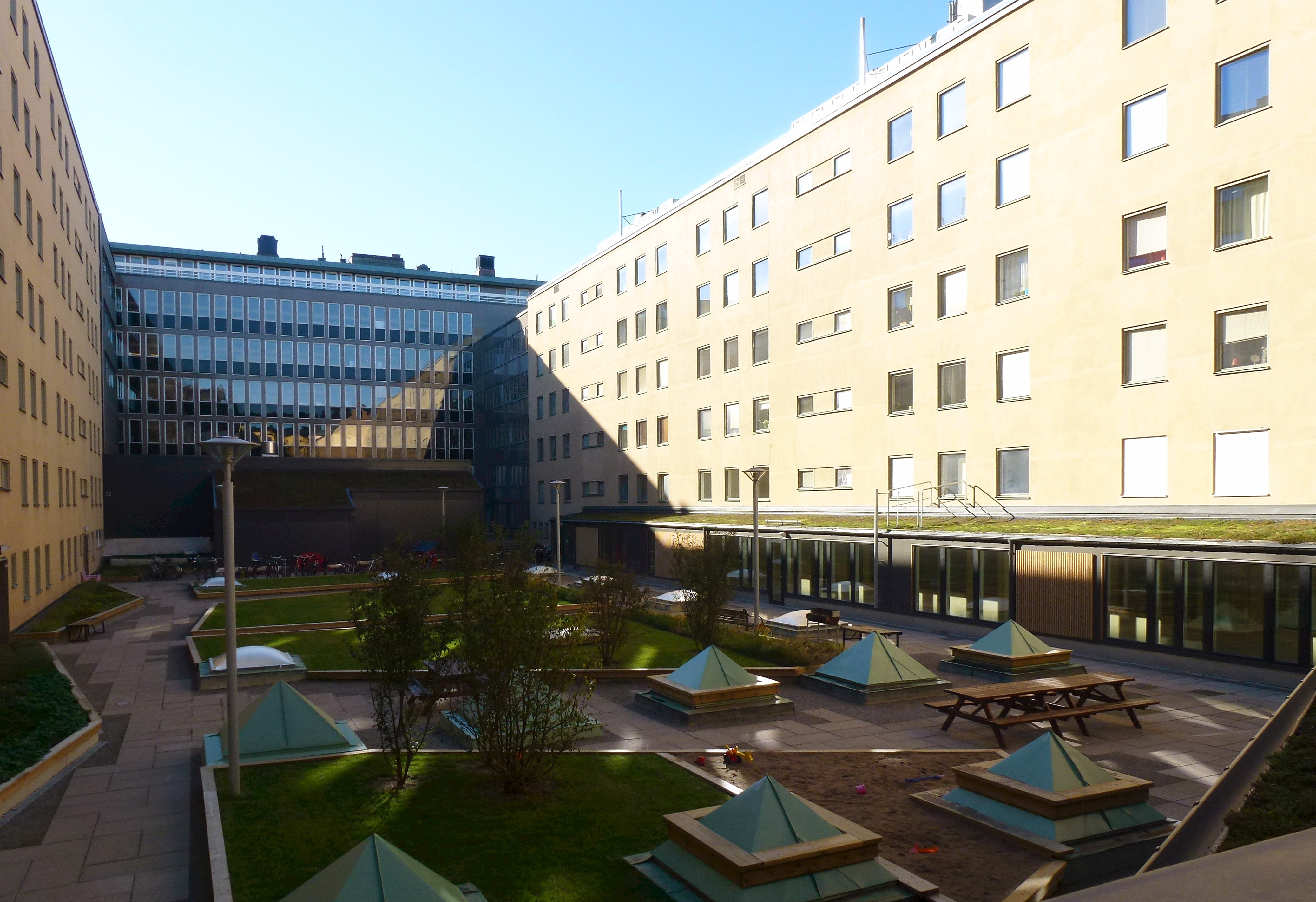
Upprustad bakgård
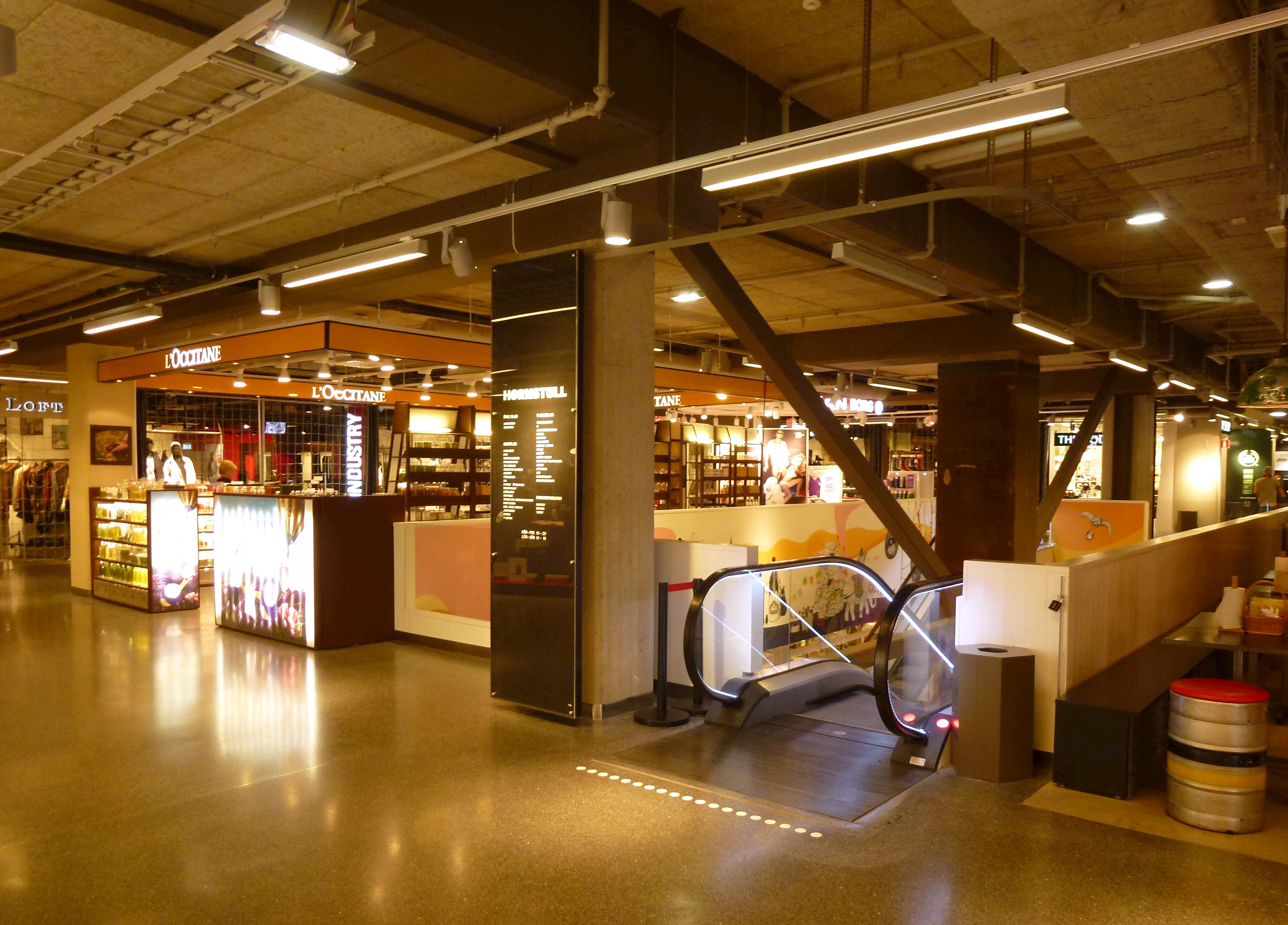
Butiksplan i bottenvåningen